# Elecciones estatales de Coahuila de 1990
Las elecciones estatales de Coahuila de 1990 se llevó a cabo el domingo 30 de septiembre de 1990, y en ellas se renovaron los siguientes cargos de elección popular en el estado mexicano de Coahuila:
- 38 Ayuntamientos. Compuestos por un Presidente Municipal y regidores electo para un período de tres años no reelegibles en ningún período inmediato.
- Diputados al Congreso. Electos por una mayoría relativa de cada uno de los distritos electorales.

## Resultados electorales

### Ayuntamientos

#### Ayuntamiento de Saltillo
| Ayuntamiento de Saltillo               | Ayuntamiento de Saltillo | Ayuntamiento de Saltillo        | Ayuntamiento de Saltillo                                 | Resultados | Resultados | Resultados |
| Candidato                              | Candidato                | Candidato                       | Partido                                                  | Votos      | Porcentaje | Escaños    |
| -------------------------------------- | ------------------------ | ------------------------------- | -------------------------------------------------------- | ---------- | ---------- | ---------- |
| Rosendo Villarreal Dávila Hecho        |                          | Rosendo Villarreal Dávila Hecho | Partido Acción Nacional                                  | 18,850     | —          | —          |
| Abraham Cepeda Izaguirre               |                          | Abraham Cepeda Izaguirre        | Partido Revolucionario Institucional                     | 18,100     | —          | —          |
|                                        |                          | —                               | Partido de la Revolución Democrática                     | —          | —          | —          |
|                                        |                          | —                               | Partido del Frente Cardenista de Reconstrucción Nacional | —          | —          | —          |
|                                        |                          | —                               | Partido del Trabajo                                      | —          | —          | —          |
|                                        |                          | —                               | Partido Verde Mexicano                                   | —          | —          | —          |
|                                        |                          | —                               | Partido Revolucionario de los Trabajadores               | —          | —          | —          |
|                                        |                          | —                               | Partido Popular Socialista                               | —          | —          | —          |
|                                        |                          | —                               | Partido Demócrata Mexicano                               | —          | —          | —          |
| Total de votos válidos                 | Total de votos válidos   | Total de votos válidos          | Total de votos válidos                                   |            | —          |            |
| Consejo Estatal Electoral de Coahuila. |                          |                                 |                                                          |            |            |            |

#### Ayuntamiento de Torreón
- Carlos Román Cepeda  Hecho

#### Ayuntamiento de Monclova
- Salvador Rodolfo Martínez Cantú  Hecho

#### Ayuntamiento de Ramos Arizpe
- Aentonio Flores Boardman  Hecho

#### Ayuntamiento de Piedras Negras
- Rito Valdés Salinas  Hecho

#### Ayuntamiento de Sabinas
- David Yutani Kuri  Hecho

#### Ayuntamiento de Lamadrid
- María del Carmen Rivera  Hecho

#### Ayuntamiento de Nueva Rosita
- Julián Muñoz Uresti  Hecho

#### Ayuntamiento de Acuña
- Evaristo Pérez Arreola  Hecho

#### Ayuntamiento de San Pedro de las Colonias
- José Luis Flores Méndez  Hecho